# 819

819(팔백십구)는 818보다 크고 820보다 작은 자연수다.

## 수학
- 합성수로, 그 약수는 총 12개다. (1, 3, 7, 9, 13, 21, 39, 63, 91, 117, 273, 819)
  - 819의 진약수의 합은 637이므로, 819는 부족수다.
- {\displaystyle 819=1^{2}+2^{2}+3^{2}+4^{2}+5^{2}+6^{2}+7^{2}+8^{2}+9^{2}+\cdots +13^{2}}
  - 13번째 사각뿔수로, 13 이하의 모든 자연수의 제곱합이다. 앞의 사각뿔수는 650, 다음은 1015다.
  - 연속하는 자연수 13개의 제곱합으로 나타낼 수 있는 가장 작은 수이며, 이 성질을 지닌 다음 수는 1014다.
  - 가장 큰 세 자리 사각뿔수다.
- {\displaystyle 819=3^{2}+9^{2}+27^{2}}
  - 연속하는 세 개의 {\displaystyle 3^{n}}의 제곱합으로 나타낼 수 있는 가장 작은 수이며({\displaystyle n}은 자연수), 이 성질을 지닌 다음 수는 7371이다.
- {\displaystyle 819=13^{2}+17^{2}+19^{2}}
  - 연속하는 세 소수(素數)의 제곱합으로 나타낼 수 있으며, 이 성질을 지닌 앞의 수는 579, 다음 수는 1179다.

## 과학
- NGC 819(영어판): 삼각형자리 방향에 있는 나선은하.
- 819 바르나르디아나(영어판): 소행성.

## 교통

### 철도
- 큐슈여객철도 BEC819계 전동차(일본어판)
- 수도권 전철 8호선 장지역의 역번호.

### 도로
- 819번 지방도: 전라남도 장흥군 안양면에서 영암군 금정면까지 이어지는 대한민국의 지방도.

## 문화유산
- 대한민국의 보물 제819호: 덕수궁 중화전 및 중화문
- 대한민국의 국가등록문화재 제819호: 서천 판교 근대문화역사공간
  - 2021년 11월 19일 문화재 관련 법령의 개정 전 대한민국의 등록문화재에 지정된 마지막 일련번호는 819호다.

## 기타
- 날짜: 8월 19일
- 연도: 819년, 기원전 819년